# Fabien De Waele
Pour les articles homonymes, voir De Waele.
 (janvier 2022).
Si vous disposez d'ouvrages ou d'articles de référence ou si vous connaissez des sites web de qualité traitant du thème abordé ici, merci de compléter l'article en donnant les références utiles à sa vérifiabilité et en les liant à la section « Notes et références ».
Fabien De Waele, né le 19 mai 1975 à Audenarde, est un cycliste belge professionnel de 1997 à 2003. Il a notamment remporté la Flèche brabançonne.

## Biographie
Stagiaire au sein de l'équipe Lotto-Isoglass en 1996, Fabien De Waele remporte cette saison ses deux premières victoires professionnelles. En 1998, avec Lotto-Mobistar, il s'impose lors de la Japan Cup. En 2001, il remporte deux victoires d'étape sur Paris-Nice puis sur le 
Critérium du Dauphiné libéré.
En 2002, il intègre l'effectif de l'équipe Mapei-Quick Step. Il obtient sa principale victoire cette saison-là en s'imposant lors de la Flèche brabançonne.
Il rejoint l'équipe Palmans-Collstrop en 2003, il dispute sa dernière saison professionnelle au sein de cette équipe.

## Palmarès
- 1996
  - Flèche flamande
  - Circuit du Hainaut
- 1998
  - Japan Cup
- 1999
  - 3e du Tour de Bochum
- 2000
  - 3e du Circuit du Houtland
- 2001
  - 1re étape de Paris-Nice
  - 1re étape du Critérium du Dauphiné libéré
  - 2e du championnat de Belgique sur route
- 2002
  - Flèche brabançonne

## Résultats sur le Tour de France
- 1999 : 108e du classement général
- 2001 : non-partant (1re étape)
- 2002 : abandon (12e étape)